# Pacific Hockey League 1977/78
Die Saison 1977/78 war die erste reguläre Saison der Pacific Hockey League (PHL). Meister wurden die San Francisco Shamrocks.

## Modus
In der Regulären Saison absolvierten die vier Mannschaften jeweils 42 Spiele. Für einen Sieg erhielt jede Mannschaft zwei Punkte, bei einem Unentschieden einen Punkt und bei einer Niederlage null Punkte.

## Reguläre Saison

### Tabelle
Abkürzungen: GP = Spiele, W = Siege, L = Niederlagen, T = Unentschieden, GF = Erzielte Tore, GA = Gegentore, Pts = Punkte
|                           | GP | W  | L  | T | GF  | GA  | Pts |
| ------------------------- | -- | -- | -- | - | --- | --- | --- |
| San Francisco Shamrocks   | 42 | 24 | 17 | 1 | 186 | 156 | 49  |
| Phoenix Roadrunners       | 42 | 24 | 17 | 1 | 196 | 168 | 49  |
| San Diego Mariners        | 42 | 20 | 22 | 0 | 171 | 175 | 40  |
| Long Beach Sharks/Rockets | 42 | 15 | 27 | 0 | 163 | 217 | 30  |